# (1952) Hesburgh
(1952) Hesburgh es un asteroide perteneciente al cinturón de asteroides descubierto por el equipo del Indiana Asteroid Program de la universidad de Indiana desde el observatorio Goethe Link de Brooklyn, Estados Unidos, el 3 de mayo de 1951.

## Designación y nombre
Hesburgh se designó inicialmente como 1951 JC.
Posteriormente fue nombrado en honor del reverendo Theodore M. Hesburgh (1917-2015).

## Características orbitales
Hesburgh está situado a una distancia media del Sol de 3,11 ua, pudiendo alejarse hasta 3,543 ua y acercarse hasta 2,678 ua. Su inclinación orbital es 14,23° y la excentricidad 0,139. Emplea 2004 días en completar una órbita alrededor del Sol.